# IC 316-2
IC 316-2 — галактика типу Sbc (компактна витягнута спіральна галактика) у сузір'ї Персей.
Цей об'єкт міститься в оригінальній редакції індексного каталогу.